# 白老町立萩野小学校
白老町立萩野小学校（しらおいちょうりつ はぎのしょうがっこう）は、北海道白老郡白老町にある公立小学校。

## 概要
- 本校は白老町中心部西側の萩野地区にある。主な進学先は、白翔中学校。

## 所在地
- 白老郡白老町字萩野286番地

## 沿革
- 1921年（大正10年）4月25日 - 敷生尋常高等小学校（現：竹浦小学校）知床特別授業場として校舎設立。当時は第4学年まで収容。当時の通学区域は、字知床・字ウヨロ
- 1925年（大正15年）6月1日 - 第6学年まで収容。
- 1928年（昭和3年）
  - 4月4日 - 知床尋常小学校として独立。
  - 10月11日 - 敷生尋常高等小学校の移転により、字コタンが通学区に編入。
- 1933年（昭和8年）8月1日 - 教室を増築。
- 1939年（昭和14年）2月 - 字名改正により、萩野尋常高等小学校に改称。
- 1941年（昭和16年）4月1日 - 国民学校令により、萩野国民学校に改称。
- 1947年（昭和22年）4月1日 - 教育基本法（旧法）施行により、白老村立萩野小学校に改称。
- 1952年（昭和27年）3月3日 - 開校30周年記念式典と校舎増築落成記念式挙行。
- 1954年（昭和29年）11月1日[1] - 白老村の町制施行により、白老町立萩野小学校に改称。
- 1957年（昭和32年）12月1日 - 第一棟校舎鉄筋ブロック落成。
- 1955年（昭和35年）8月28日 - 教室不足により、大昭和製紙白老工場からKPハウス1棟借用し、仮教室とする。
- 1961年（昭和36年）
  - 1月15日 - 校歌制定。
  - 12月16日 - 第二棟鉄筋ブロック造体育館完成。
- 1962年（昭和37年）2月 - 仮教室KPハウス解体。
- 1965年（昭和40年）12月1日 - 普通教室と音楽室を1室ずつ増築するが、さらなる普通教不足により、音楽室を普通教室に転用。
- 1966年（昭和41年）6月 - 牛乳給食開始。
- 1967年（昭和42年）11月20日 - 第三棟に1教室増築。
- 1968年（昭和43年）10月15日 - さらに第三棟校舎1教室増築。
- 1969年（昭和44年）
  - 4月1日 - 教室不足により、職員室と音楽室を普通教室に転用。
  - 9月3日 - グラウンドを校舎前から裏面に移設。
  - 12月16日 - 第三棟に2階校舎増築。
- 1971年（昭和46年）
  - 5月10日 - 第一棟にプレハブ教室増築。
  - 11月7日 - 開校50周年記念式典挙行。
- 1973年（昭和48年）7月 - 校舎増築工事。
- 1974年（昭和49年）5月 - 増築工事完成。
- 1975年（昭和50年）12月23日 - 図書室・図工室・視聴覚室完成。
- 1978年（昭和53年）3月2日 - プレハブ3教室・廊下完成。
- 1982年（昭和57年）4月 - 校舎増改築開始。
- 1983年（昭和58年）2月 - 新校舎第一棟完成。
- 1984年（昭和59年）2月 - 新校舎第二棟完成。
- 1985年（昭和60年）
  - 2月 - 新校舎第三棟完成。
  - 11月10日 - 開校65周年記念・新校舎新築落成記念式典挙行。
- 2021年（令和3年）11月13日 - 開校100周年記念式典挙行[2]。

## アクセス
- JR室蘭本線萩野駅から、
  - 徒歩で、約400m・徒歩約6分（駅北東にある跨線橋を通った場合）。
  - 車で、約1.1km・約2分（直線距離だと近いが、道路の関係で遠回りとなる）。
- 白老町内循環福祉バス「元気号」 で、「萩野駅北口」バス停下車後、徒歩約150m・約2〜3分。
- 白老町役場から、車で約5.8km・約10分。
- 道央自動車道白老ICから、車で約6.2km・約14分。

## 周辺
- 白老町立白翔中学校 - 敷地が隣接
- JR室蘭本線萩野駅
- 真雄寺
- 国道36号

## 参考資料
- 『新白老町史 下巻』（白老町・1992年11月3日発行）225頁～227頁「第7編教育と文化 第2章学校教育 第三節小学校」の「萩野小学校」の項。